# Новогригорівка (Софіївська сільська громада)
Новогриго́рівка — село в Україні, у Софіївській сільській громаді Баштанського району Миколаївської області. Населення становить 49 осіб. До 2020 року орган місцевого самоврядування — Кам'янська сільська рада.

## Історія
З 1917 — у складі УНР. Після комуністичної окупації 1921 почався терор голодом. У 1929 — нова хвиля насильства за майновою ознакою, мешканців села насильно заганяли до колгоспу. Але це не гарантувало порятунок від голодної смерті.
Село постраждало внаслідок геноциду українського народу, проведеного урядом СРСР 1932—1933 та 1946—1947.
1932 року відзначені випадки озброєних нападів банд комуністів на місцеве населення, незаконні арешти, руйнування житла. Свідчить Олександра Лихошерст (1914 р.н.):
| Батько продав корову, щоб врятувати дітей і купити хліба. Оштрафували на 50 пудів зерна і 100 рублів. Вигнали з колгоспу. Пішли жити в друге село - Буденне, де всі вимерли з голоду. Я, будучи одруженою, разом із чоловіком залишалася на місці. Клавдія Покладова, вповноважена від району, прийшла, погрожуючи пістолетом, відвела мене до сільради, протримавши там два дні. З дому в мене забрали швейну машинку, сир з діжкою, варення, розламали піч у хаті. Все це робила бригада з дев'яти осіб... |
1941 — сталінська влада утекла із села.

## Відомі люди
- Бабаченко Данило Митрофанович — допоміг пережити Голодомор 1932–1933 сім'ї Лихошерст Олександри Єфремівни[2].